# 銀河年

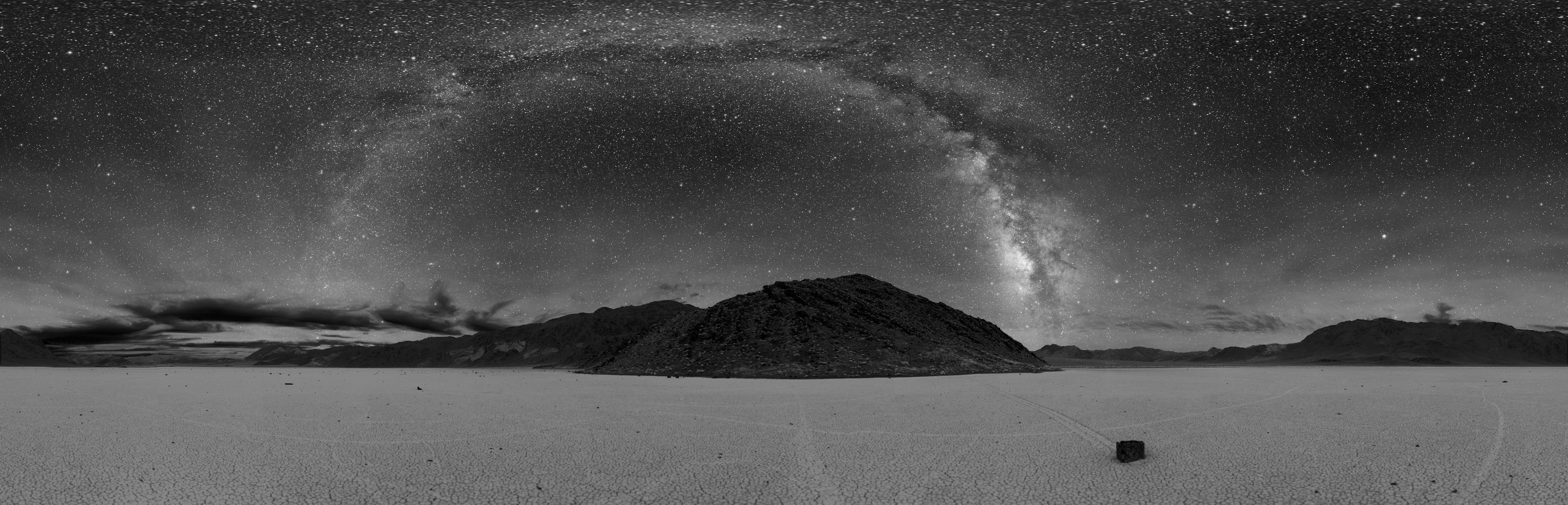
在死亡谷拍攝的銀河全景。

銀河年（英語：galactic year），也稱為宇宙年（cosmic year），是太陽系在軌道上繞著銀河系中心公轉一周的時間，估計在2.25億至2.5億“地球年”之間。
銀河年相較於地球年（地球在軌道上繞著太陽轉一圈的時間間隔）和月（月球在軌道上繞著地球轉一圈的時間間隔），可以提供一個更“易於理解”的單位來說明宇宙和地質時代的期間。相較之下，“十億年”（billion years）的尺度對於地質是太大的單位而不適用，“百萬年”（million years）又太小會呈現相當大的數字。

## 銀河年的歷史年表
這份年表開始於太陽系的誕生，現在被認為是第20個銀河年。
- 4 GY：地球出現海洋
- 5 GY：生物出現
- 6 GY：原核生物出現
- 7 GY：細菌出現
- 10 GY：穩定的陸地出現
- 13 GY：真核生物出現
- 16 GY：多細胞生物體出現
- 17.8 GY：寒武紀大爆發
- 19.6 GY：白垩纪-第三纪灭绝事件
- 20.0 GY：現代